# P21
p21 / WAF1は、ヒト6番染色体 (6p21.2) に位置するCDKN1A遺伝子にコードされるタンパク質である。サイクリン依存性キナーゼ阻害因子1（cyclin-dependent kinase inhibitor 1）あるいはCDK相互作用タンパク質1 (CDK-interacting protein 1) としても知られている。

## 機能
p21は強力なサイクリン依存性キナーゼ阻害因子 (CKI) である。p21 (CIP1/WAF1) タンパク質は、サイクリン-CDK2あるいはサイクリン-CDK1複合体に結合・阻害することで、G1期における細胞周期進行の調節因子として機能する。この遺伝子の発現は、がん抑制遺伝子p53によって厳密に制御されており、このタンパク質は様々なストレス刺激に応答するp53依存的細胞周期G1期停止を媒介する。これは、放射線照射などにより損傷を与えられた細胞がどのように分裂を停止するのかを明らかにした1990年代初頭における重要な発見であった。成長停止に加えて、p21は細胞老化を媒介する。興味深いことに、ヒト胚性幹細胞 (hESC) の研究では、細胞周期制御およびDNA損傷応答 (DDR) と関連したG1/Sチェックポイント経路のp53-p21軸が機能していないことが共通して示されている。重要なことに、hESCにおいてp21 mRNAは明らかに存在し、DDRの後に上昇するが、p21タンパク質は検出されない。hESCでは、p53はp21の発現を直接阻害する非常に多くのミクロRNA（例えばmiR-302a, miR-302b, miR-302c, miR-302d）を活性化している。
p21(CIP1/WAF1) タンパク質は、DNAポリメラーゼ付属因子である増殖細胞核抗原 (PCNA) とも相互作用でき、S期DNA複製およびDNA損傷修復において調節的な役割を果たしている。このタンパク質はCASP3様カスパーゼによって特異的に切断され（これによりCDK2の劇的な活性化が起こる）、カスパーゼ活性化後のアポトーシスの実行に関与している可能性が示されている。しかしながら、p21はアポトーシスを阻害でき、それ自身では細胞死を誘導しない。
p21(CIP1/WAF1) はサイクリンE/CDK2ならびにサイクリンD/CDK4/6複合体の活性を直接阻害するCKIである。p21はS期における細胞周期進行の制御因子として機能する。p21の発現はがん抑制遺伝子p53によって制御されている。p21はp53による誘導以外でも発現することがある。この種の誘導はp21によって促進されるp53非依存的分化において大きな役割を果たしている。p21の発現は、与えられる刺激と細胞の種類の主に2つの因子に依存する。p21による成長停止は細胞の分化を促進する。ゆえに、p21は細胞増殖を妨害する。
p21タンパク質はストレス応答においても重要である。p21はがん抑制遺伝子p53の転写標的である。にもかかわらず、p21の機能喪失型 (loss-of-function) 変異は（p53とは異なり）がんで多く見られることはなく、がんの発生の素因でもない。p21を欠損するよう遺伝子操作されたマウスは（p53ノックアウトマウスとは異なり）正常に発達し、野生型マウスと比べてがんに対して感受性を示さない。
p21遺伝子を欠損したマウスは、失った付属器官を再生する能力を得る。

## 臨床的重要性
p21は、HIVインテグラーゼと複合体を形成することによってプロウイルスと染色体との統合を失敗させ、HIV感染に対する造血細胞の抵抗性を仲介する。ウイルスの複製が自然に抑制されたHIV感染者では、p21およびその関連mRNAのレベルが上昇している。p21の発現は、CD4 T細胞内でのHIVの生活環における少なくとも2つの段階、特に新たなウイルスの産生制限に影響する。
イヌ転移性乳がんでは、原発腫瘍においてp21のレベルの上昇が見られ、細胞増殖が増進しているにもかかわらず転移がんでも上昇している。

## 相互作用
p21は以下のタンパク質と相互作用することが明らかにされている。
- Nrf2[17]
- BCCIP[18]
- CIZ1,[19]
- CUL4A,[20]
- Cyclin E1,[21]
- Cyclin-dependent kinase 2,[6][18][21][22][23]
- DDB1,[20]
- DTL,[20]
- GADD45A,[24][25]
- GADD45G,[26][27]
- PCNA,[28][29][30][31][32][33][34][35]
- PIM1,[36]
- Thymidine kinase 1,[37]
- TSG101[38]

## 推薦文献
- Marone M, Bonanno G, Rutella S, et al. (2003). “Survival and cell cycle control in early hematopoiesis: role of bcl-2, and the cyclin dependent kinase inhibitors P27 and P21.”. Leuk. Lymphoma 43 (1):  51–7. doi:10.1080/10428190210195. PMID 11908736.
- Fang JY, Lu YY (2002). “Effects of histone acetylation and DNA methylation on p21( WAF1) regulation.”. World J. Gastroenterol. 8 (3):  400–5. PMID 12046058.
- Tokumoto M, Tsuruya K, Fukuda K, et al. (2003). “Parathyroid cell growth in patients with advanced secondary hyperparathyroidism: vitamin D receptor and cyclin-dependent kinase inhibitors, p21 and p27.”. Nephrol. Dial. Transplant. 18 Suppl 3:  iii9–12. PMID 12771291.
- Amini S, Khalili K, Sawaya BE (2004). “Effect of HIV-1 Vpr on cell cycle regulators.”. DNA Cell Biol. 23 (4):  249–60. doi:10.1089/104454904773819833. PMID 15142382.
- Zhang Z, Wang H, Li M, et al. (2006). “Novel MDM2 p53-independent functions identified through RNA silencing technologies.”. Ann. N. Y. Acad. Sci. 1058:  205–14. doi:10.1196/annals.1359.030. PMID 16394138.